# Konstal 116N
Konstal 116N oraz 116Na – typ wagonów tramwajowych wyprodukowanych w roku 1998 przez zakłady Konstal w Chorzowie. W latach 1998–2000 powstała także seria 116Na/1.

## Konstrukcja
116N to przegubowy, osadzony na trzech wózkach, trójczłonowy tramwaj z 61% niskiej podłogi, wywodzący się od typu 112N. Wagon wyposażono w czworo odskokowych drzwi, a niska podłoga umieszczona została w środkowej części wagonu. Zastosowano impulsowy układ rozruchu z przetwornicą statyczną i czterema silnikami prądu stałego produkcji zakładów Dolmel we Wrocławiu.
W 2005 w tramwaju 116N zamontowano pod siedzeniami dodatkową baterię akumulatorów celem umożliwienia jazdy bez dostępu do napowietrznej sieci trakcyjnej. Wagon ten przeszedł pomyślnie testy i jest w stanie przejechać bez dostępu do sieci ok. 6 km – przy rozładowaniu baterii nie większym niż 40%.

### Wersje
Prototyp oznaczony 116N został wyprodukowany w jednym egzemplarzu. W latach 2005–2008 posiadał (jako jedyny w Polsce) akumulatorowy zasobnik energii, dzięki czemu miał możliwość jazdy bez dostępu do sieci trakcyjnej. W 2011 zamontowano w nim zasobnik energii w postaci 2 baterii superkondensatorów gromadzących energię odzyskiwaną podczas hamowania, dzięki czemu wagon może przejechać odległość około 300 m bez zasilania z górnej sieci.
W 1998 wyprodukowano także dwie sztuki wagonów 116Na, różniących się od prototypu użyciem silników prądu zmiennego z falownikami.
Seria 116Na/1 powstała w latach 1998–2000. 26 egzemplarzy różni się od poprzedników ścianą przednią, a 11 sztuk z lat 1999–2000 posiada także nowe wyposażenie elektryczne (wagony te oznaczane są także jako 116Na/2).

## Dostawy
| Państwo        | Miasto         | Typ            | Lata dostaw    | Liczba | Numery taborowe |       |
| -------------- | -------------- | -------------- | -------------- | ------ | --------------- | ----- |
| Polska         | Warszawa       | 116N           | 1998           | 1      | 3002            | [ 3 ] |
| Polska         | Warszawa       | 116Na          | 1998           | 2      | 3003–3004       | [ 4 ] |
| Polska         | Warszawa       | 116Na/1        | 1999–2000      | 26     | 3005–3030       | [ 4 ] |
| Łączna liczba: | Łączna liczba: | Łączna liczba: | Łączna liczba: | 29     |                 |       |

## Eksploatacja
Tramwaje serii 116N/116Na eksploatowane są wyłącznie w Warszawie i stanowiły do czasu rozpoczęcia masowych dostaw nowych tramwajów Pesa 120Na najliczniejszą grupę tramwajów niskopodłogowych w stolicy.
Tramwaje te znajdują się w zajezdni R-2 Praga (nr 3002-3030).

## Galeria

Konstal 116N i podtypy
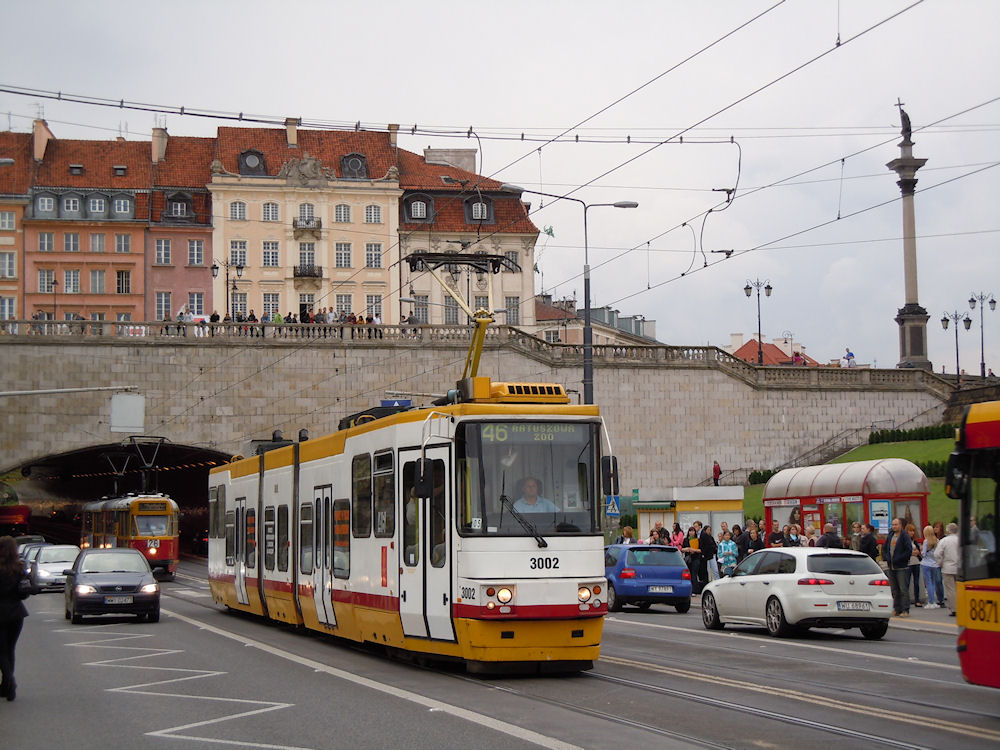
Wagon 116N w pierwotnym malowaniu
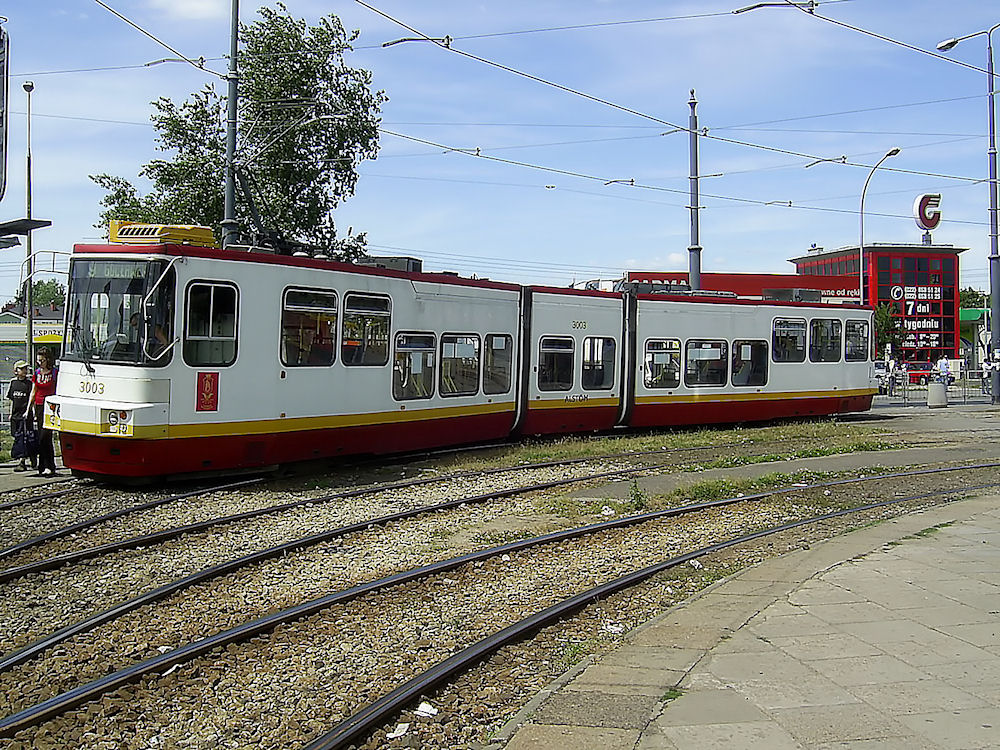
Wagon 116Na nr 3003 w pierwotnym malowaniu
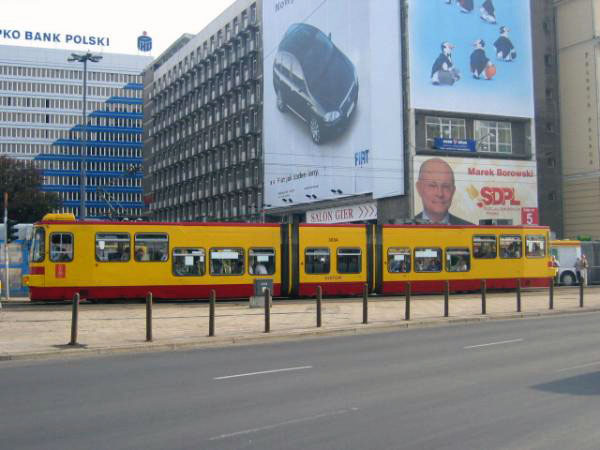
Wagon 116Na nr 3004 w pierwotnym malowaniu
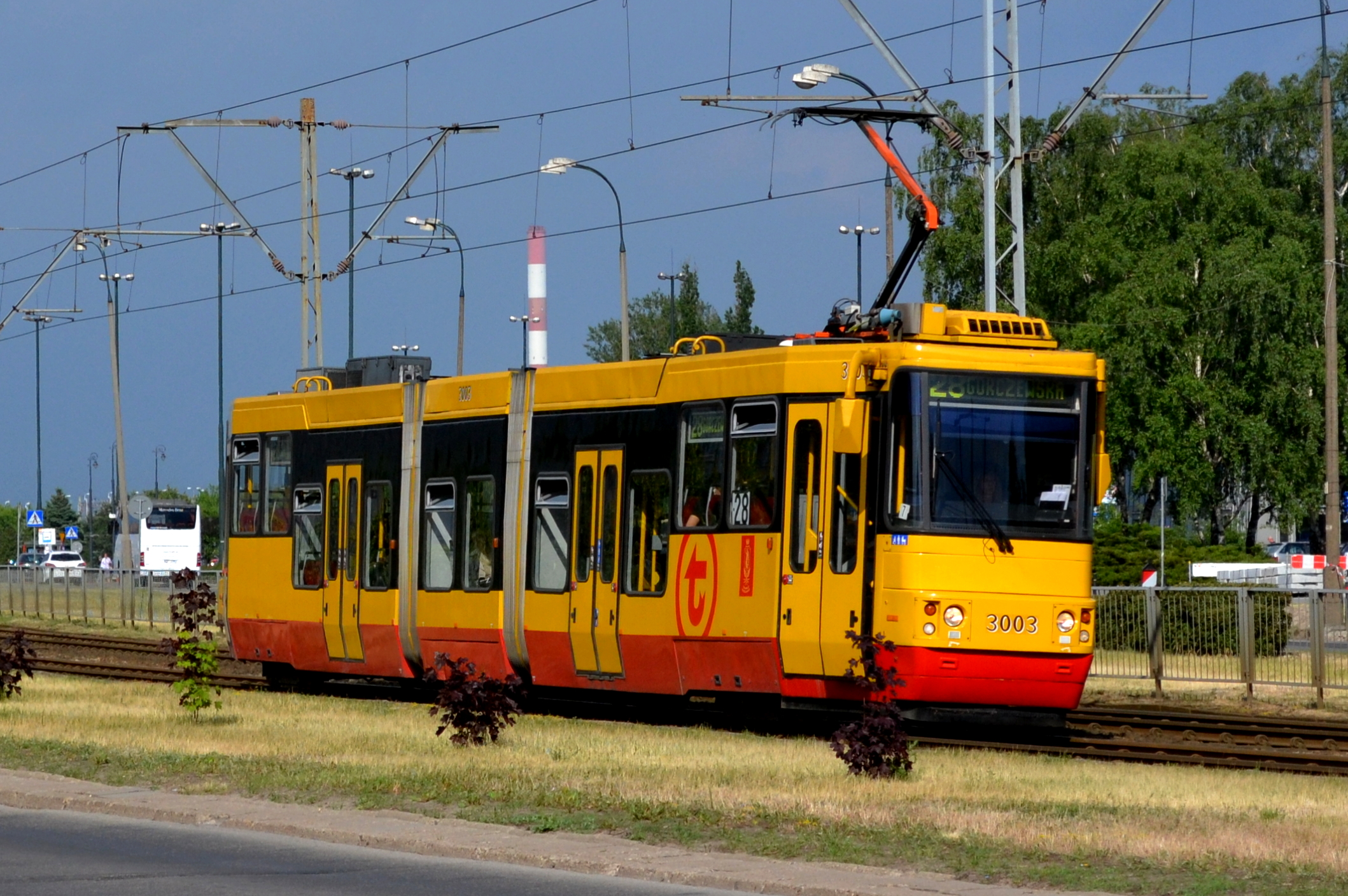
Wagon 116Na w obecnym malowaniu
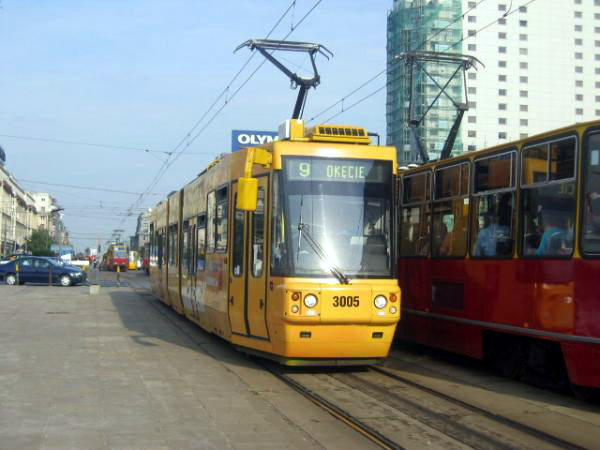
Wagon 116Na/1, po prawej Konstal 105Na
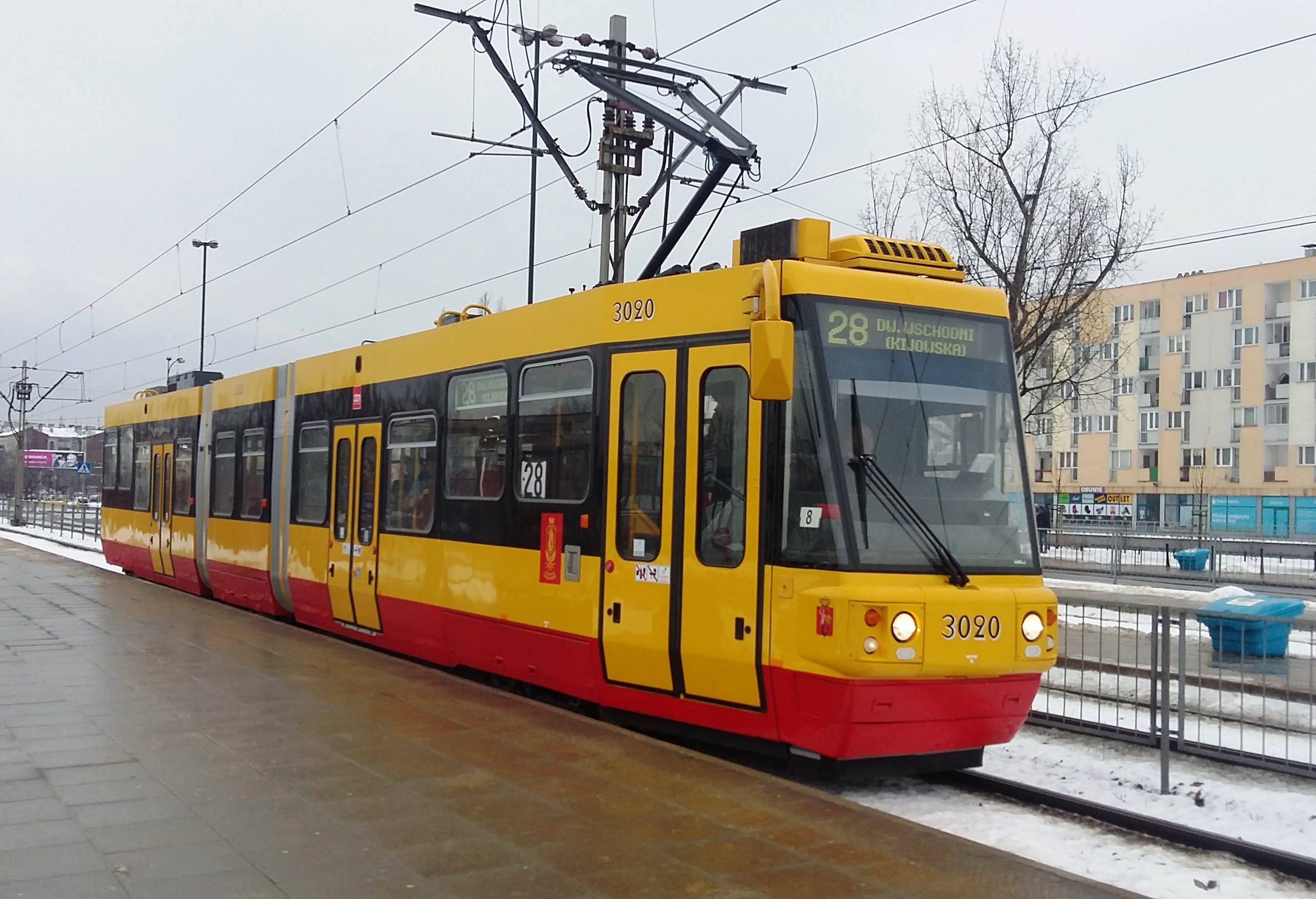
Wagon 116Na/1 w obecnym malowaniu
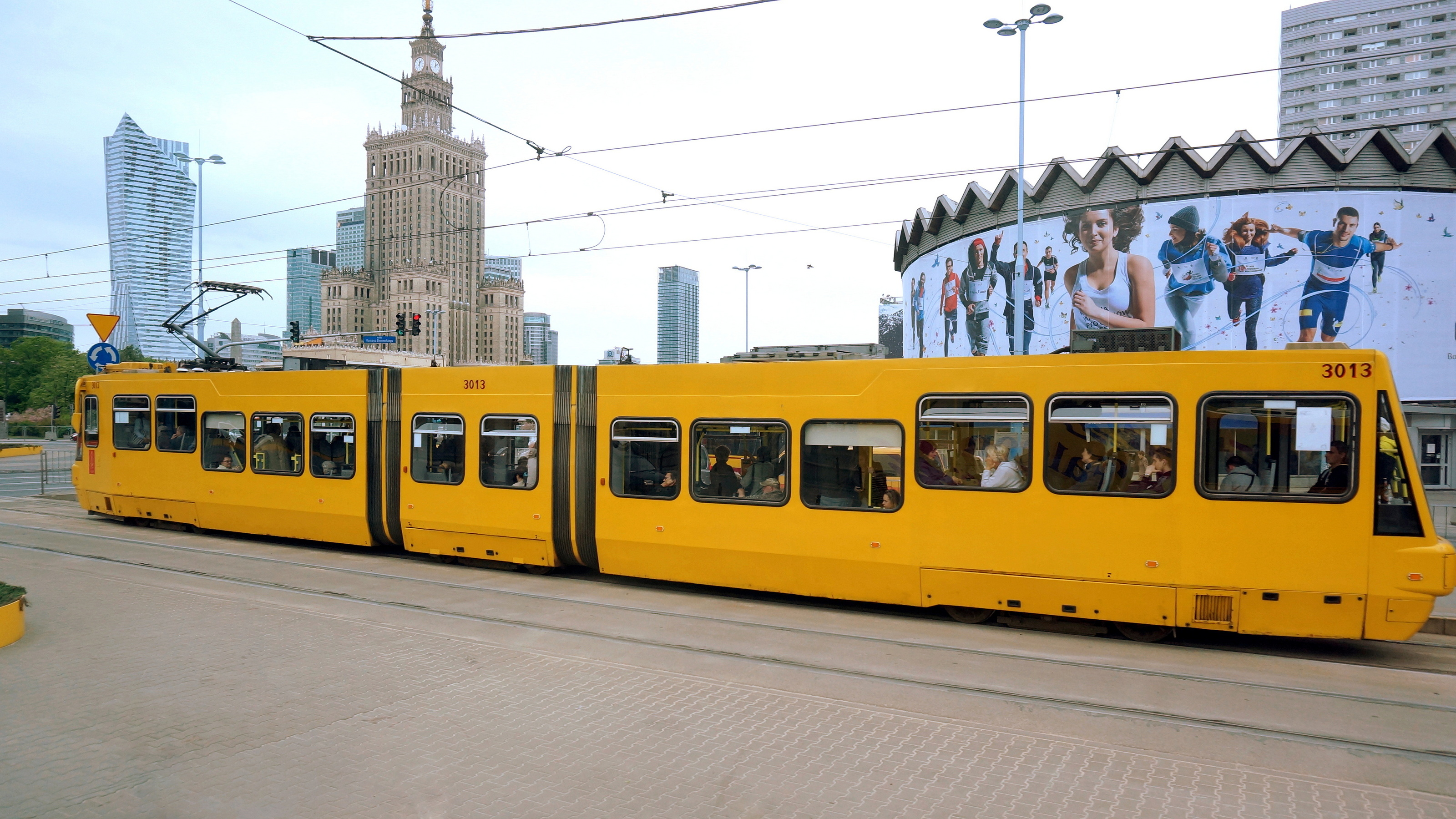
Wagon 116Na/1 od strony burty bezdrzwiowej
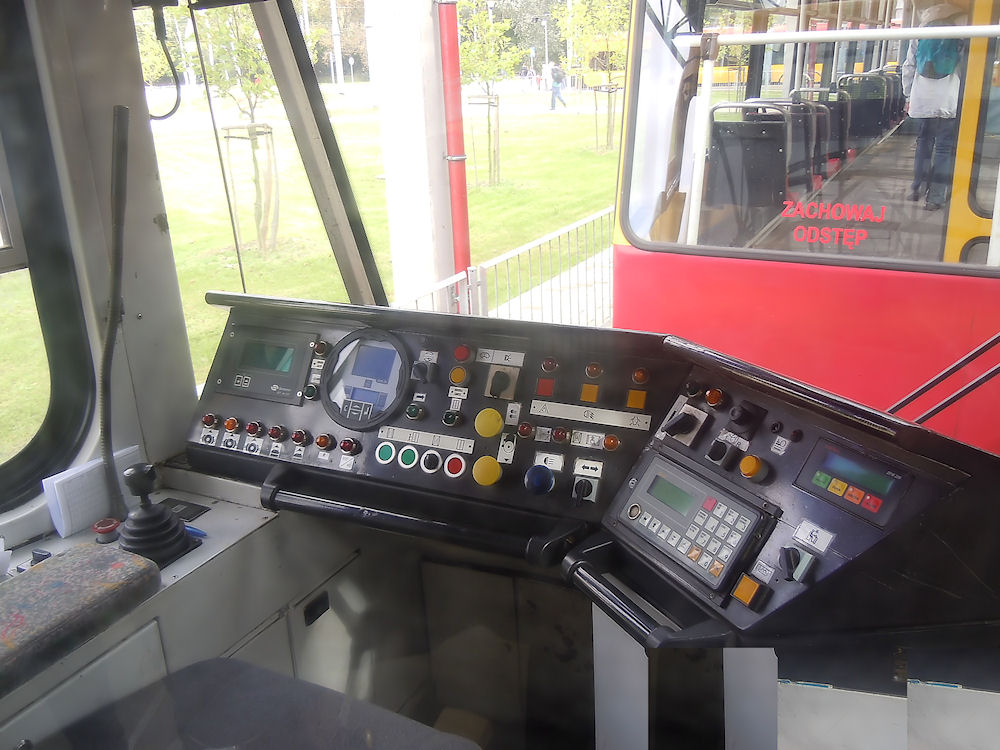
Pulpit wagonu 116Na/1
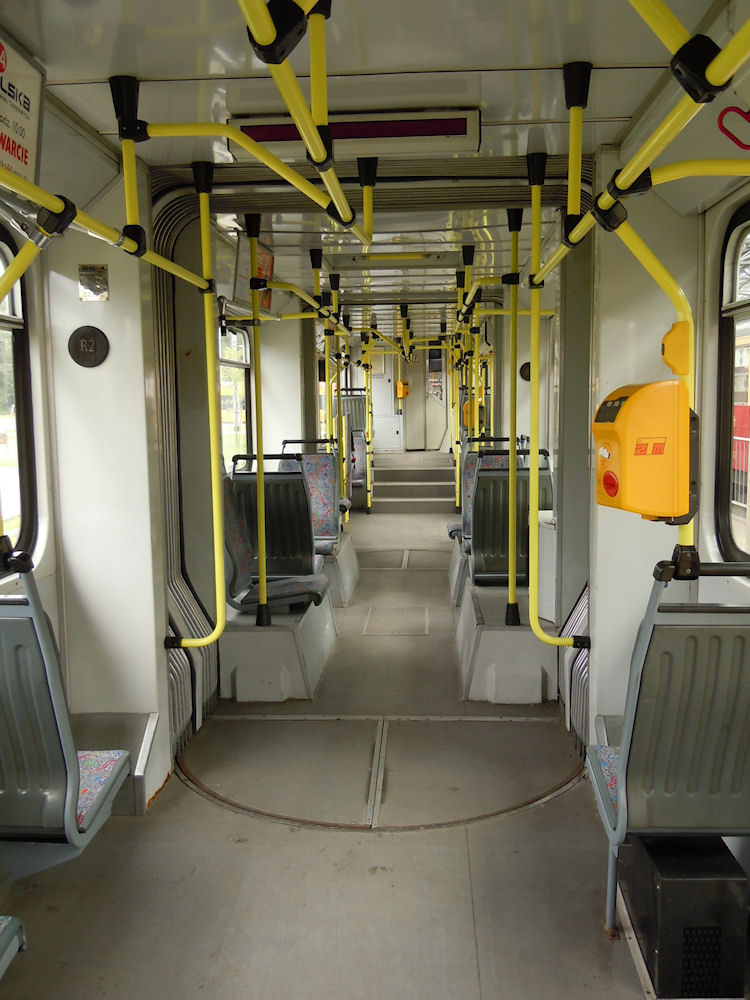
Wnętrze wagonu 116Na/1